# Gandhárai buddhista szövegek
A gandhárai buddhista szövegek a ma ismert legrégibb buddhista kéziratok az 1. század környékéről. Ezek a gandhárai nyelven írott művek a legrégibb baktriai és indiai szövegek is egyben. Az eredeti szövegeket európai és japán intézmények és magánszemélyek vásárolták meg, amelyeket jelenleg számos egyetem kutatói vizsgálnak. A gandhárai szövegek rendkívül rossz állapotban kerületek elő, de rekonstrukciójuk számos esetben bizonyult sikeresnek a meglévő, ismert páli és szanszkrit buddhista szövegek összevetésével. Más gandhárai buddhista szövegeket is találtak az elmúlt két évszázad során, ám ezek megsemmisültek vagy eltűntek.
A szövegeket a Dharmaguptaka iskolának tulajdonította Richard Salomon, a kutatási terület egyik vezető tudósa.

## Gyűjtemények

### A londoni British Library gyűjteménye
1994-ben a londoni British Library megszerzett egy mintegy nyolcvan gandhárai kézirattöredéket tartalmazó gyűjteményt, amelyeket az 1. század közepén írtak. A nyírfakéregre írt szövegeket agyagedényekben ásták elő ősi kolostorok romjai közül Pakisztán nyugati részén, az ősi Gandhára területén. Egy csapat tudós folyamatosan a szövegek megfejtésén dolgozik és ezek alapján 2009-ig három kötetet adtak ki. A szövegeket gandhárai nyelven írták kharosti írással, emiatt olykor Kharosti kéziratoknak is nevezik őket.
A gyűjteményben sokféle szöveg található: egy Dhammapada (Buddha beszédei - például a Rinocérosz-szútra), Avadánák és purvajógák, magyarázószövegek és Abhidharma szövegek.
Egyes bizonyítékok azt támasztják alá, hogy a szövegek a Dharmaguptaka iskolához tartoztak, amely a nikája buddhizmus ideológiájához tartozott (Salomon 2000, p. 5). Az egyik agyagedény tartalmazza ennek az iskolának a nevét, és egyéb szöveges bizonyítékot is találtak.

### ASenior-gyűjtemény
A Senior-gyűjtemény nevét az általa megvásárolt R. Senior, brit gyűjtőről kapta a nevét. a British collector. Ez a gyűjtemény valamivel fiatalabb (valószínűleg az 1. század vége vagy a 2. század közepe), mint a British Library gyűjteménye. Szinte kizárólag kanonikus szútrákat tartalmaz - és ezeket is nyírfakéregre írták és agyagedényben tárolták. Az agyagedények inkább Makedón, mint Indiai hónapneveket viselnek, amely a Kaniszka kor jellemzői.

### ASchøyen-gyűjtemény
A Schoyen-gyűjtemény nyírfakéreg, pálmalevél és pergamen kéziratokat tartalmaz. Úgy tartják, hogy az Afganisztán területén található Bamijan-barlangokban találták, ahol menekültek kerestek maguknak menedéket. A kéziratok többségét a norvég Martin Schøyen gyűjtő vásárolta meg, a maradék részek japán gyűjtőkhöz vándoroltak. Ezek a gandhárai és szanszkrit nyelven íródott kéziratok a 2-8. század között keletkeztek.
A gyűjtemény buddhista részei tartalmaznak kanonikus szuttákat, Abhidharma és vinaja részleteket és mahájána szövegeket.
A gyűjteményben található korai dharmaguptaka szövegek egy része utalást tesz a hat páramitára, amely a mahájána buddhizmusban egy központi gyakorlat a bodhiszattvák részére.

### Washingtoni Egyetem
2002-ben egy kézirat a Washingtoni Egyetem könyvtárához került egy gyűjtőn keresztül. Ezt a kéziratot az 1-2. században írták nyírfakéregre. A szöveg témája Buddha tanítása az emberi szenvedésről.

### A Khotan Dharmapada
1892-ben a nyugat-kínában található újgurok földjén, Hotan város közelében felfedezték a Dhammapada egy másolatát, amelyet gandhárai prakrit nyelven írtak. Törött darabokban érkezett Európába (Franciaországba) és Oroszországba, de egy része elveszett. 1898-ban a francia anyagokat publikálták, majd 1962-ben John Brough kiadott egy magyarázószöveget az orosz és francia szövegtöredékekről.

## Kiadott anyagok
Több angol nyelvű tudományos kiadás létezik (a Washingtoni Egyetem és a British Library kiadásában). A sorozat neve "Gandhárai buddhista szövegek" (Gandhāran Buddhist Texts).
A következő tudósok publikáltak részleteket a Gandharai kéziratokból: Mark Allon, Stefan Baums, John Brough, Harry Falk, Andrew Glass, Mei‐huang Lee, Timothy Lenz, Szergej Oldenburg, Richard Salomon and Émile Senart. A megjelentetett anyagok közé tartoznak:
1999 - Ancient Buddhist Scrolls from Gandhara: The British Library Kharosthi Fragments - Richard Salomon, F. Raymond Allchin és Mark Barnard

2000 - Manuscripts in the Schøyen Collection I, Buddhist Manuscripts, Vol. 1. - Braarvig, Jens. Oslo: Hermes Publishing.

2000 - A Gandhari Version of the Rhinoceros Sutra: British Library Kharosthi Fragment 5B (Gandharan Buddhist Texts, 1) - Andrew Glass és Richard Salomon

2001 - Three Gandhari Ekottarikagama-Type Sutras: British Library Kharosthi Fragments 12 és 14 (GBT 2. kötet) - Mark Allon (szerző, szerkesztő), Andrew Glass (szerkesztő). Seattle: University of Washington Press.

2003 - A New Version of the Gandhari Dharmapada and a Collection of Previous-Birth Stories: British Library Karosthi Fragments 16 + 25 (GBT 3. kötet)- Timothy Lenz (szerző), Andrew Glass (szerző), Bhikshu Dharmamitra (Author). Seattle: University of Washington Press.

2008 - Four Gandhari Samyuktagama Sutras: Senior Kharosthi Fragment 5 (GBT, Vol. 4) - Andrew Glass (szerző), Mark Allon (szerző) Seattle: University of Washington Press.

2009 - Two Gandhari Manuscripts of the Songs of Lake Anavtapta (Anavatapta-gatha): British Library Kharosthi Fragment 1 és Senior Scroll 14 (GBT 5. kötet) - Richard Salomon (szerző), Andrew Glass (szerző). Seattle: University of Washington Press.

2011 - The ‘Split’ Collection of Kharoṣṭhī Text. Harry FALK (Berlin) ARIRIAB XIV (2011), 13-23. Online 

2012 - A ﬁrst‐century Prajñāpāramitā manuscript from Gandhāra - parivarta 1 - Harry FALK and Seishi KARASHIMA. ARIRIAB XV (2012), 19-61. Online